# Sibianor anansii
Sibianor anansii är en spindelart som beskrevs av Dmitri Viktorovich Logunov 2009. Sibianor anansii ingår i släktet Sibianor och familjen hoppspindlar. Inga underarter finns listade i Catalogue of Life.